# Dom Gucci (film)
Dom Gucci (ang. House of Gucci) – amerykańsko-kanadyjski kryminał biograficzny z 2021 roku w reżyserii Ridleya Scotta. Stworzony na podstawie książki Sary Gay Forden The House of Gucci: A Sensational Story of Murder, Madness, Glamour, and Greed z 2001 roku. Główną rolę Patrizii Reggiani zagrała Lady Gaga. Wcieliła się ona w postać kobiety, która zleciła morderstwo swojego byłego męża, głowy domu mody Gucci, Maurizio Gucciego – w tej roli Adam Driver.
W filmie wystąpili również: Al Pacino, Jared Leto, Jeremy Irons, Jack Huston oraz Salma Hayek.
Film kręcono od lutego do maja 2021, w różnych częściach Włoch. Dom Gucci miał premierę 24 listopada 2021 w Stanach Zjednoczonych.

## Obsada
- Lady Gaga jako Patrizia Reggiani, była żona Maurizo
- Adam Driver jako Maurizio Gucci, był mąż Patricii i większościowy udziałowiec marki „Gucci”
- Jared Leto jako Paolo Gucci, syn Aldo, bratanek Rodolfo i kuzyn Maurizia
- Al Pacino jako Aldo Gucci, brat Rodolfo, ojciec Paola i wujek Maurizio
- Jeremy Irons jako Rodolfo Gucci, brat Aldo, ojciec Maurizo i teść Patricii
- Jack Huston jako Domenico De Sole, adwokat Rodolfo, później prezes domu „Gucci”
- Reeve Carney jako Tom Ford, projektant domu „Gucci”
- Camille Cottin jako Paola Franchi, partnerka Maurizio, po rozwodzie z Patrizią
- Mehdi Nebbou jako Said, członek zarządu „Investcorp”, investora „Gucci”
- Miloud Mourad Benamara jako Omar, członek zarządu „Investcorp”, investora „Gucci”
- Salma Hayek jako Giuseppina „Pina” Auriemma, jasnowidzka Patricii

## Opis fabuły
Akcja rozgrywa się w latach 1978 do 1997 roku. Przedstawia historię związku Patrizii Reggiani z Maurizo Guccim, włoskim biznesmenem oraz dziedzicem domu mody Gucci. Ich ślubu i przyczyn, które doprowadziły do ich rozstania oraz konfliktu jaki Patrizia wywołała wewnątrz rodziny Gucci. W końcu, okoliczności oraz następstw morderstwa Maurizio przez jego byłą żonę.

## Produkcja
W listopadzie 2019 Ridley Scott został wyznaczony na reżysera filmu, Roberto Bentivegna jako scenarzysta oraz Lady Gaga jako odtwórczyni głównej roli. W kwietniu 2020, Metro-Goldwyn-Mayer nabyło prawa do produkcji filmu. W październiku udział w filmie potwierdzili: Adam Driver, Jared Leto oraz Al Pacino.
Zdjęcia rozpoczęły się w lutym 2021 roku, w Rzymie. Film kręcono również w Mediolanie, Florencji oraz we włoskich Alpach. Zdjęcia zakończyły się 8 maja 2021.
Do roli Patrizii Reggiani były rozważane: Angelina Jolie, Penelope Cruz, Anne Hathaway oraz Natalie Portman. Christian Bale był rozważany do roli Maurizio Gucciego. Jeremy Irons zastąpił Roberta De Niro w roli Rodolfo Gucciego.

## Wydanie
Premiera filmu odbyła się 24 listopada 2021 roku w Stanach Zjednoczonych oraz 26 listopada w Wielkiej Brytanii. Film będzie także dostępny na platformie Paramount+.

## Reakcja rodziny Reggiani oraz Gucci
W styczniu 2021, podczas wywiadu dla włoskiego magazynu Novella 2000, Patrizia Reggiani poparła Gagę jako odtwórczynie roli jej osoby w filmie oraz stwierdziła, że jest ona geniuszem. Jednakże, w marcu, Reggiani udzielając kolejnego wywiadu, tym razem dla Agenzia Nazionale Stampa Associata, powiedziała, iż jest zirytowana tym, że Lady Gaga nie próbowała się z nią skontaktować lub umówić na spotkanie. Stwierdziła: "nie chodzi mi o pieniądze, gdyż z tego filmu nie dostanę ani centa, tutaj chodzi o rozsądek i poszanowanie". Tego samego miesiąca potwierdzono, że producenci filmu celowo zabronili spotkania, aby nie wspierać zbrodni, którą Reggiani popełniła wiele lat temu. Ponadto zaznaczyli, że spotkanie nie było potrzebne, gdyż Gaga świetnie przygotowała się do tej roli.
Patricia Gucci, która jest kuzynką (w drugiej linii) Maurizio Gucciego, w imieniu całej rodziny powiedziała agencji Associated Press, że są oni bardzo zawiedzeni filmem. "Oni kradną tożsamość naszej rodziny, aby uzyskać z tego tytułu zysk i zwiększyć dochód systemu Hollywood. Nasza rodzina posiada tożsamość, prywatność. Możemy rozmawiać o wszystkim, ale są pewne granice, których nie należy przekraczać". Patricia dodała również, że rodzina Gucci zadecyduje o dalszych akcjach po obejrzeniu filmu. 